# .375 H&H Magnum
.375 H&H Magnum (по-русски произносится как «триста семьдесят пять Холланд-энд-Холланд магнум», или, часто, просто «триста семьдесят пятый») — один из наиболее популярных в мире калибров для охоты на среднюю и крупную дичь.

## История

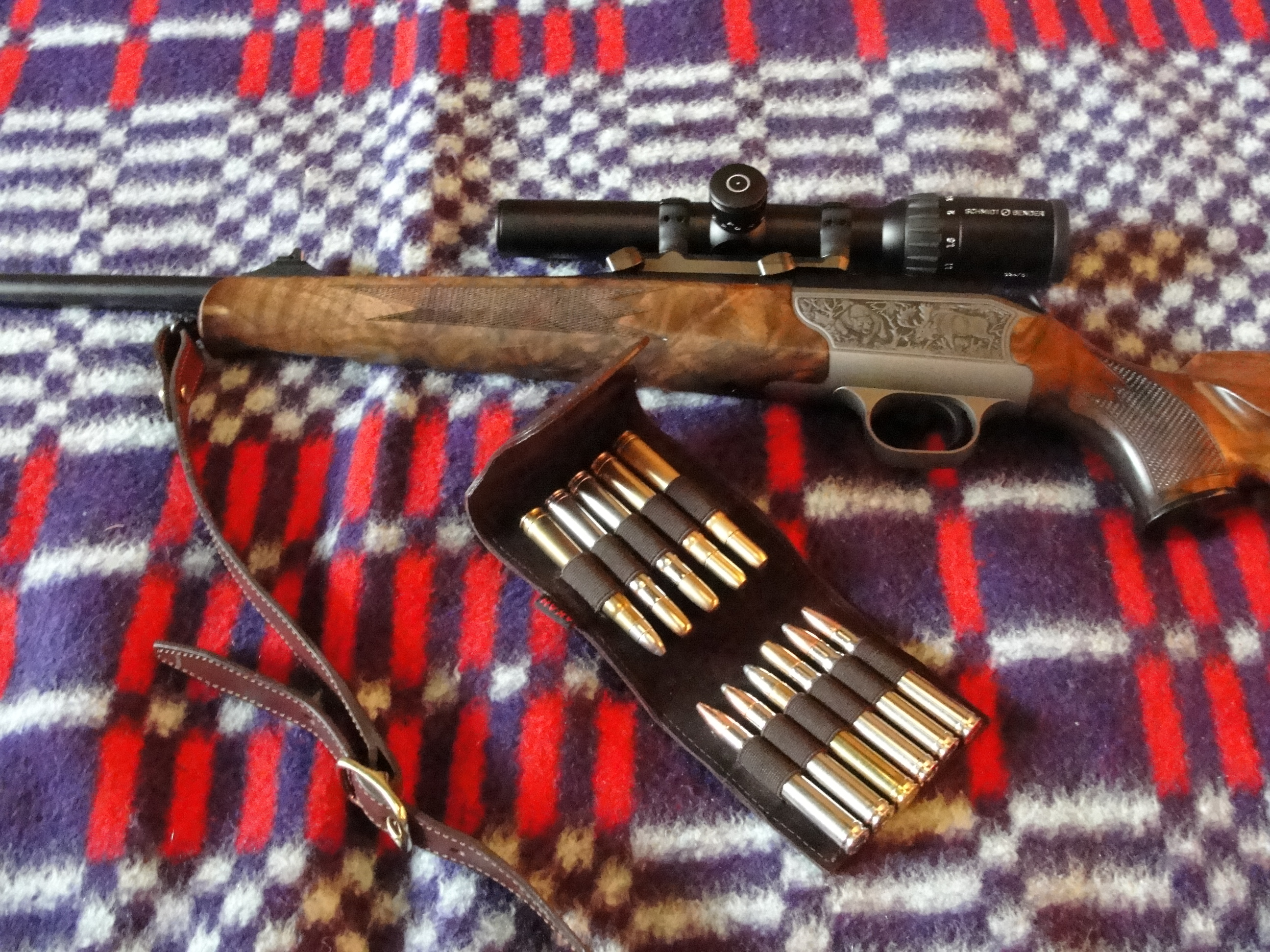
Карабин «Blaser R93» калибра .375 H&H Magnum и патроны к нему

Этот патрон был разработан в Великобритании фирмой Holland & Holland и запущен в широкое производство в 1912 году. Предназначался в первую очередь для британцев, отправлявшихся на сафари в африканские и азиатские колонии.
Первоначально патрон выпускался в двух вариантах: с фланцевой гильзой для стрельбы из штуцеров и с бесфланцевой — для магазинных карабинов. Бесфланцевая гильза возле самого донца получила особый поясок-утолщение, игравший двойную роль — во-первых, усиливалась прочность конструкции, во-вторых, поясок фактически выполнял роль фланца в бесфланцевой гильзе, обеспечивая её точную фиксацию в патроннике и надёжный накол капсюля.
Впоследствии такой поясок стал непременным атрибутом большинства патронов высокой мощности («магнум»). Отечественная промышленность боеприпасов такого рода никогда не производила, поэтому для гильз с пояском специального технического термина в русском языке не существует (это касается охотничьих патронов, боевые — например, патрон 23 × 152 для ВЯ-23, ЗУ-23 и т.д., — все-таки производили). В английском они называются Belted case — гильзы с пояском. От фланцевого варианта патрона постепенно отказались.

## Особенности и применение

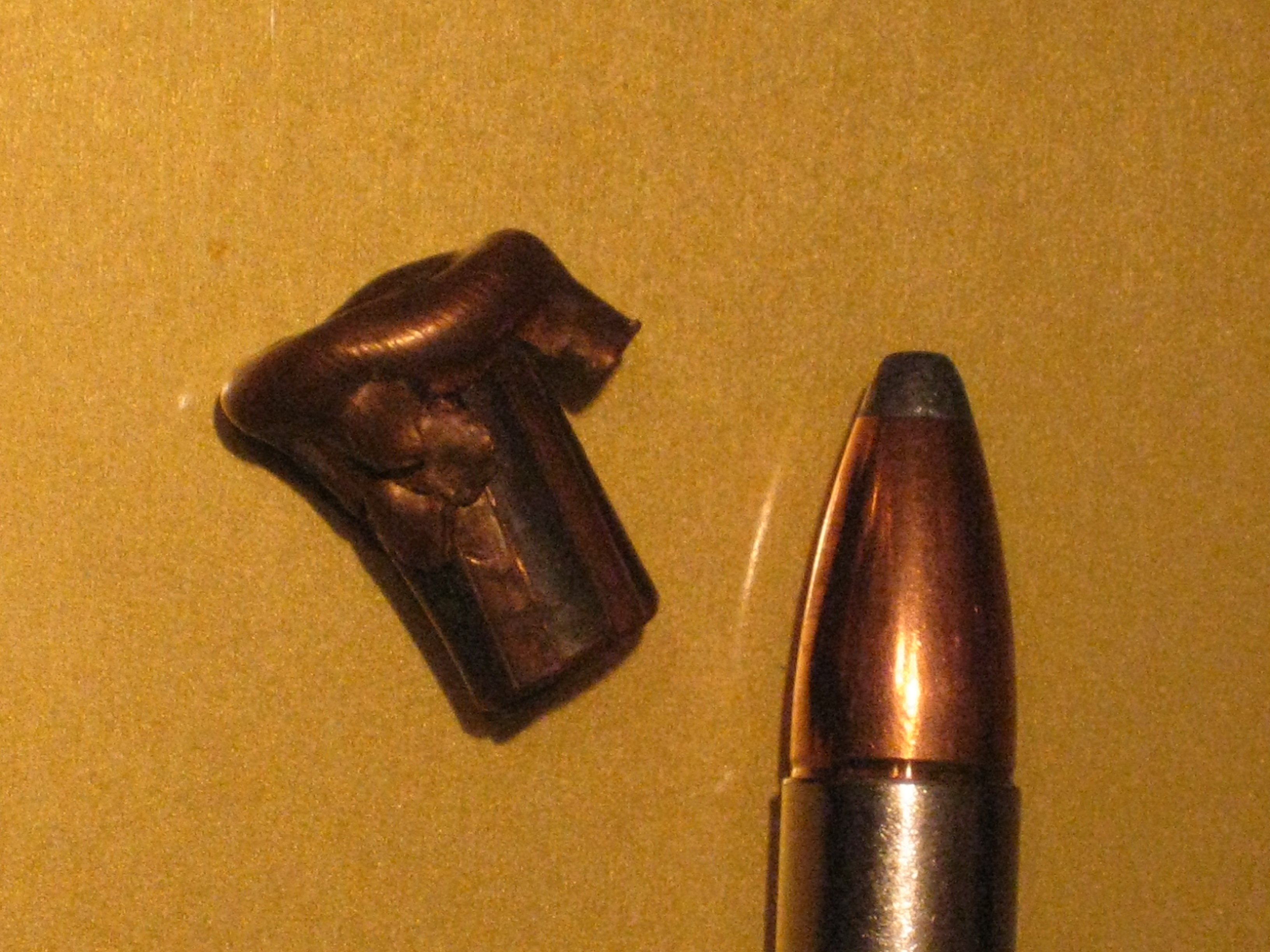
Патрон .375 H&H Magnum с пулей типа Nosler Partition; слева — такая же пуля, деформированная после пробития черепа гиппопотама

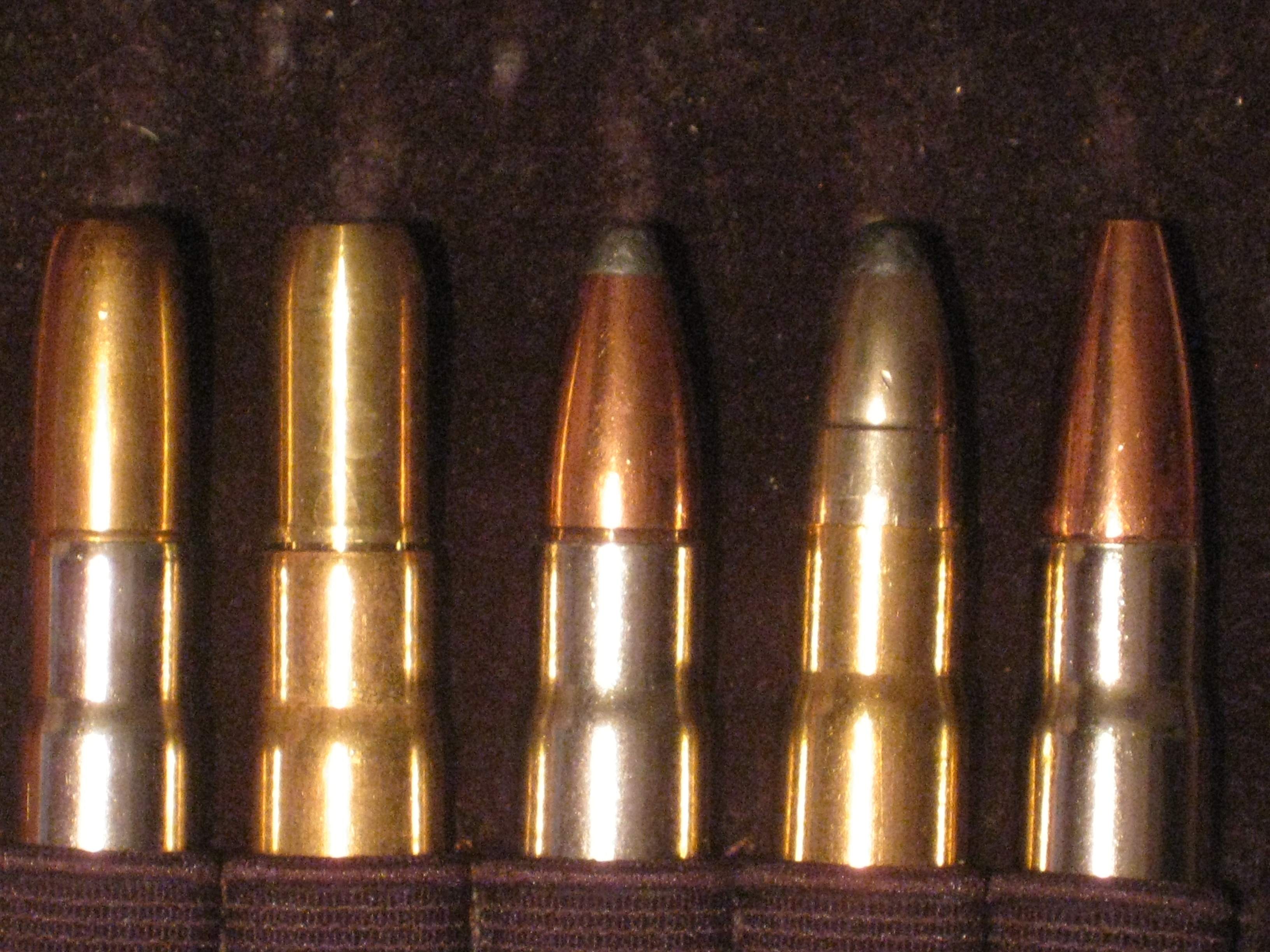
Патроны .375 H&H Magnum с различными пулями (в том числе специальной недеформирующейся, точённой из латуни — вторая слева)

Патрон почти сразу приобрёл широкую популярность во всём мире, поскольку сочетал ряд факторов, которые, взятые вместе, делали его одним из наиболее удобных патронов, поистине универсальным боеприпасом. Из-за своей популярности он послужил прототипом некоторых современных патронов.
Его мощность достаточна для поражения практически любой крупной дичи. При охоте на сравнительно мелкую дичь также достигается хороший результат, поскольку пуля наносит туше зверя минимальные для такого калибра повреждения. Мощность пули до 6 кДж, однако, порой этого может быть недостаточно для слона, носорога, или очень крупного буйвола. Тем не менее, .375 Н&Н Magnum считается пригодным для охоты на всю «большую пятёрку» и в некоторых случаях является минимально допустимым для этого калибром (во всех странах, где разрешена охота на «большую пятёрку», минимальный калибр для этого прописан в законодательном порядке), даже несмотря на то, что его мощность может быть несколько избыточна для леопарда или даже льва.
В Африке также используется при охоте на средних и крупных антилоп, крокодилов, жирафов и других животных.
В Европе, Северной Америке и России он вполне подходит для охоты на лося, крупного кабана и медведя.
Аналогом патрона .375 Н&Н Magnum и его «конкурентом» считается немецкий патрон 9,3×64 мм, однако этот патрон распространён гораздо меньше.
Удачная форма гильзы обеспечивает удобное заряжание и извлечение из магазина. Благодаря длинной гильзе происходит более медленное сгорание пороха, что делает отдачу мягче.
Благодаря всем вышеуказанным причинам патроны .375 Н&Н Magnum до сих пор пользуются неизменной популярностью среди охотников. Сейчас это, видимо, наиболее распространённый крупнокалиберный охотничий патрон.
В настоящее время патроны .375 Н&Н Magnum выпускаются всеми ведущими оружейными фирмами. В продажу поступает широкий выбор патронов этого калибра, с разнообразными пулями (цена одного патрона в США составляет 2-5 долл, в России от 6 долл).
Отдача при стрельбе патронами .375 Н&Н Magnum невелика по сравнению с отдачей от других патронов для охоты на крупного зверя (что является ещё одной причиной большой популярности данного патрона). Это, однако, не означает, что она слабая — неподготовленному стрелку следует проявлять некоторую осторожность.